# Павлів Петро Васильович
Петро́ Васи́льович Па́влів (28 серпня 1931, Малі Дідушичі, нині Україна — 7 жовтня 1999) — д. т. н., професор, український вчений-геодезист, Заслужений діяч науки і техніки України, Почесний геодезист України.

## Життєпис
Павло Павлів народився 28 серпня 1931 року у с. Малі Дідушичі (нині Стрийського району Львівської області, Україна). Після закінчення у 1948 р. середньої школи № 2 у м. Стрию вступив на геодезичний факультет Львівського політехнічного інституту (ЛПІ, сьогодні Національний університет «Львівська політехніка»).
У 1953 році закінчив навчання у ЛПІ і розпочав свою професійну трудову діяльність в Українському аерогеодезичному підприємстві Головного управління геодезії і картографії ([ГУГК]), хоча перші навички здобув під час проходження навчальних і виробничих практик. Виробнича діяльність П. Павліва пов'язана з виконанням високоточних астрономічних і геодезичних робіт з метою створення Державної геодезичної мережі у різних регіонах тодішнього СРСР (цілинні степи Казахстану, нафтогазоносні райони Тюменської області, південні та центральні області України).
У 1957 р. П. Павлів. успішно склав іспити в аспірантуру при кафедрі інженерної геодезії Київського інженерно-будівельного інституту, де навчався під керівництвом професора М. Відуєва.
Свою науково-педагогічну діяльність П. Павлів розпочав у 1960 р. на посаді асистента кафедри геодезії Львівського політехнічного інституту, а з 1963 р. продовжив в Івано-Франківській філії ЛПІ на посаді старшого викладача. У вересні 1966 р. був обраний за конкурсом на посаду старшого викладача кафедри лісової таксації та геодезії Львівського лісотехнічного інституту, а у 1968 р. — на посаду доцента цієї ж кафедри. Захистив у 1966 році кандидатську дисертацію, у 1988 р. — докторську дисертацію «Проблеми точності високоточного нівелювання та методи їх вирішення».
Був автором понад 150 друкованих наукових праць, зокрема навчального посібника з геодезії для студентів лісогосподарського профілю. Його монографія «Проблеми високоточного нівелювання» у 1983 р. на Республіканському конкурсі наукових праць була удостоєна премії та диплому «За найкращу наукову роботу». У співавторстві ним опубліковані монографія «Проблема вивчення сучасних рухів земної кори» (1977 р.) і «Геодезичний енциклопедичний словник» (2001 р., уже після його смерті). 1990 р. йому присвоєно звання професора, у 1997 р. Указом Президента України йому присвоєно почесне звання «Заслуженого діяча науки і техніки України», а в 1999 р. — «Почесний геодезист України». Під керівництвом П. Павліва працювали 10 аспірантів та здобувачів наукового ступеня кандидата технічних наук.
Професор П. Павлів був членом редакційної колегії Республіканського науково-технічного журналу «Геодезія, картографія та аерофотознімання», членом спеціалізованої Ради із захисту докторських і кандидатських дисертацій зі спеціальності «Геодезія», членом правління Західного геодезичного товариства, дійсним членом Лісівничої академії наук. Плідна наукова, педагогічна та громадська діяльність професора принесла йому заслужену повагу в УкрДЛТУ та в геодезичних колах України.
Похований Петро Васильович на кладовищі у с. Сокільники поблизу м. Львова.

## Праці
- «Проблема вивчення сучасних рухів земної кори» (1977)
- «Проблеми високоточного нівелювання» (1983)
- «Геодезичний енциклопедичний словник» (2001)